# عمارت کلاه‌فرنگی بی‌سیم
عمارت کلاه فرنگی (بی‌سیم) مربوط به دوره پهلوی است و در تهران، خیابان دکترشریعتی، مقابل خیابان شهید قندی، داخل محوطه وزارت ارتباطات واقع شده و این اثر در تاریخ ۱۷ خرداد ۱۳۷۹ با شمارهٔ ثبت ۲۶۹۳ به‌ عنوان یکی از آثار ملی ایران به ثبت رسیده است.